# Königliches Hufengymnasium

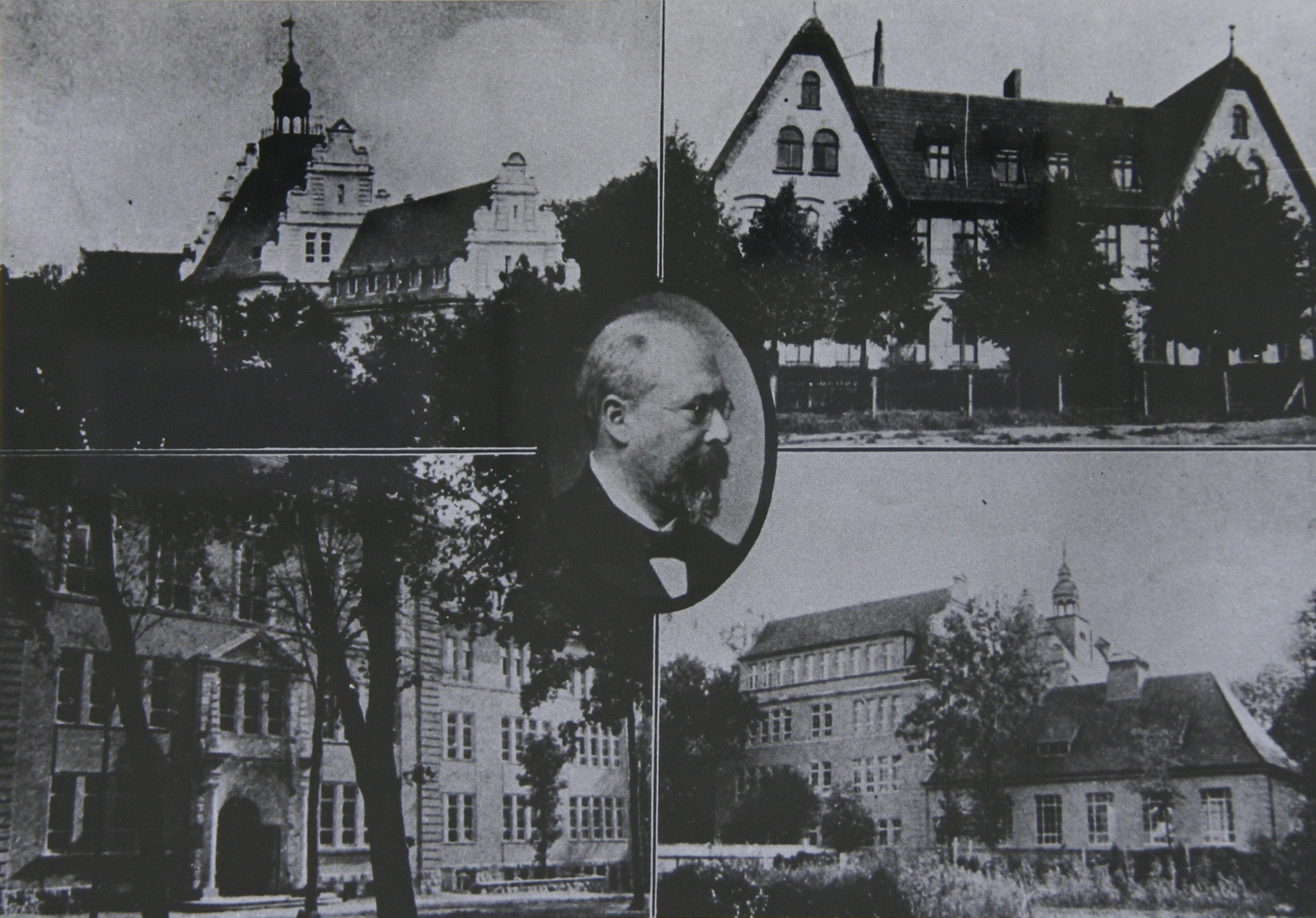
Hufengymnasium Königsberg; in der Bildmitte Direktor Harry Brettschneider

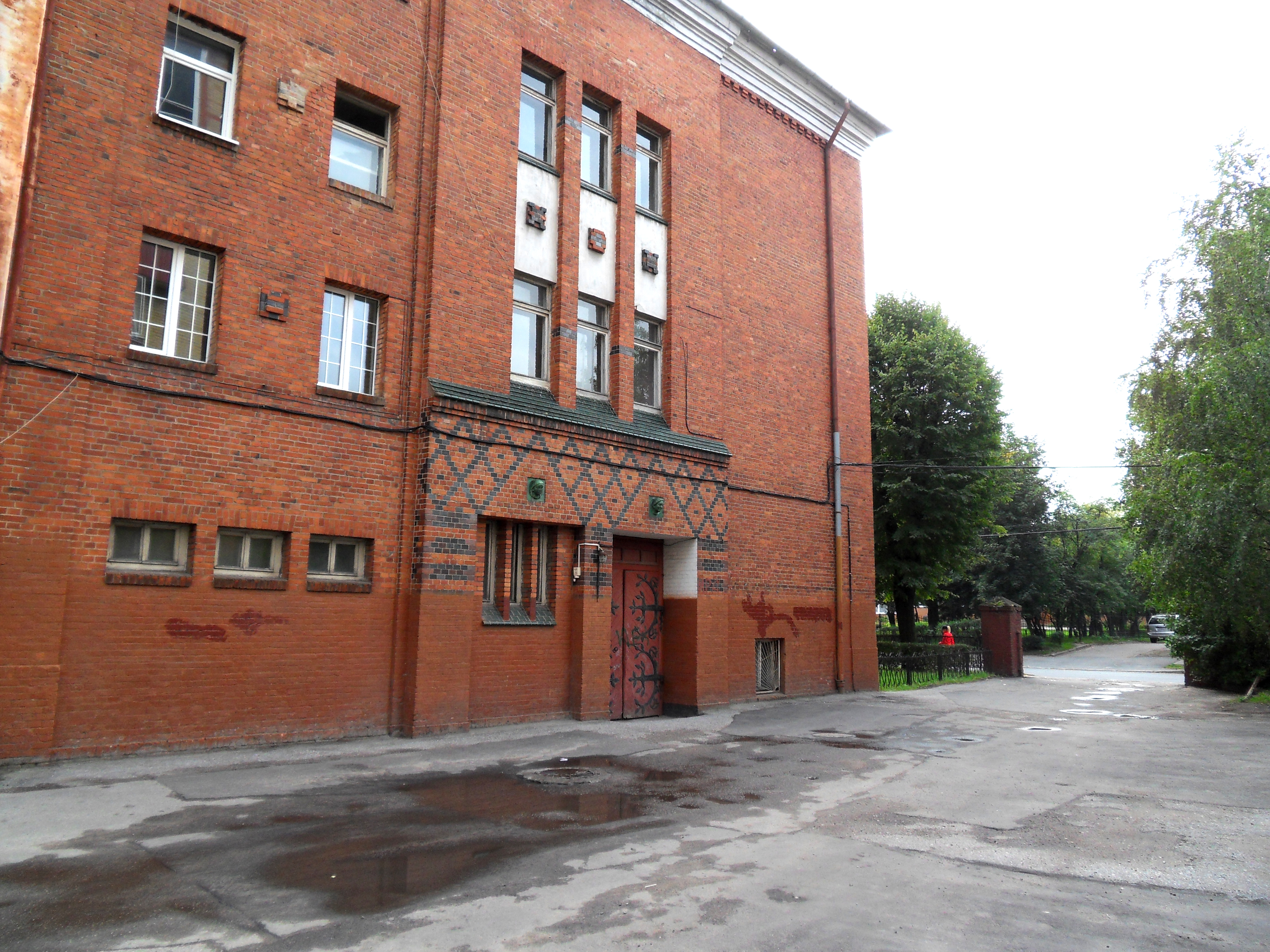
Das Schulgebäude heute

Das Königliche Hufengymnasium war ein Gymnasium in Königsberg. Es lag im Stadtteil Hufen.

## Geschichte
Am 1. Mai 1905 wurde das Hufengymnasium in einem angemieteten Gebäude in der Hermann-Allee Nr. 8 (an der Hufenschlucht beim Tiergarten) feierlich eröffnet. Beauftragt mit der Begründung des Königlichen Hufengymnasiums zu Königsberg Pr. und Leiter desselben war Otto Portzehl. 1915 zog es in das nach Plänen des Regierungsbaurats Kraatz im neoklassizistischen Stil errichtete Schulgebäude in der Tiergartenstraße (heute Zoologitscheskaja 2). Das ermöglichte die Angliederung eines realgymnasialen Zweiges, d. h. den Ausbau der Schule zu einer Doppelanstalt. Mit 750 Schülern (Stand 1926), darunter 670 evangelischen, 30 katholischen und 48 jüdischen Glaubens, gehörte es zu den größeren Schulen der Stadt. Der berühmteste Lehrer war Ernst Wiechert, der von 1920 bis 1930 Deutsch und Englisch unterrichtete. Am 23. Januar 1945 wurde der Schulbetrieb eingestellt. Das bei den Luftangriffen auf Königsberg erheblich beschädigte Gebäude wurde weitgehend wiederhergestellt und am 1. September 1958 als Bauschule Kaliningrads eröffnet.
Neben dem Portal befindet sich ein Gedenkstein für Ernst Wiechert. Die Inschrift ist in russischer und deutscher Sprache verfasst:

## Kollegium
Direktoren
- Otto Portzehl (1860–1945) war beauftragt mit der Gründung des Gymnasiums und leitete es von 1905 bis 1907
- Harry Brettschneider (1907)
- A. Postelmann (1922–1934)
- Bruno Dombrowski (1934–1945)[1][2]

Lehrer
- Emil Stumpp (1886–1941)
- Wolfgang Philipp (1915–1969)
- Ernst Wiechert (1887–1950)
- Paul Brien[3]

## Bekannte Schüler
- Rafael Artzi
- Konrad Behrend
- Hans-Joachim Haecker (1910–1994), Schriftsteller, Autor von Theaterstücken und Lehrer
- Andreas Hillgruber (1925–1989), Historiker und Spezialist für die militärische, politische und diplomatische deutsche Geschichte zwischen 1871 und 1945
- Theodor Kaluza (1910–1994), Mathematiker und Hochschullehrer
- Karl William Kapp (1910–1976), Nationalökonom
- Rudolf Kaufmann (1909–1941), Geologe und Paläontologe
- Erwin Kroll (1886–1976), Pianist, Komponist, Schriftsteller und Musikkritiker
- Kurt Obitz (1907–1945), Tierarzt, Parasitologe und Publizist
- Erwin Patzke (1929–2018), Botaniker
- Kurt Sanderling (1912–2011), Dirigent
- Gerd Schimansky (1912–2010), Philologe und Pädagoge
- Heinz Sielmann (1917–2006), Tierfilmer, Kameramann, Fotograf, Buchautor, Produzent, Zoologe und Publizist
- Ernst Wermke (1893–1987), Bibliothekar und Bibliograph
- Frank Wien (1930–1998), Jurist und Politiker (FDP)